# Jian'ou
Jian'ou, även känd som Kienow, är en stad på häradsnivå inom staden Nanping på prefekturnivå i provinsen Fujian i sydöstra Kina. Den ligger omkring 130 kilometer nordväst om provinshuvudstaden Fuzhou.
Jian'ou är indelat i fyra stadsdelsdistrikt, tio köpingar och fyra socknar.
Stadsdelsdistrikt (jiedao):

- Jian'an (建安街道)
- Ouning (瓯宁街道)
- Tongji (通济街道)
- Zhishan (芝山街道)

Köpingar (zhen):

- Dikou (迪口镇)
- Dongfeng (东峰镇)
- Dongyou (东游镇)
- Fangdao (房道镇)
- Jiyang (吉阳镇)
- Nanya (南雅镇)
- Xiaoqiao (小桥镇)
- Xiaosong (小松镇)
- Xudun (徐墩镇)
- Yushan (玉山镇)

Socknar (xiang):

- Chuanshi (川石乡)
- Longcun (龙村乡)
- Shuiyuan (水源乡)
- Shunyang (顺阳乡)